# Али Рыза-эфенди
Али Рыза-эфенди (тур. Ali Rıza Efendi, 1839—1888) — отец Мустафы Кемаля Ататюрка.

## Биография
Родился в 1839 году в Салониках (Османская империя). Его семья происходила из деревни Коджаджик, которая расположена на территории современной Северной Македонии в общине Центар-Жупа (сейчас там имеется мемориальный дом этой семьи). Отец Али Рызы — Хафиз Ахмед-эфенди — принадлежал к местной мелкой буржуазии.
За свою жизнь Али Рыза сменил не одну профессию. Сначала он подвизался при религиозных организациях. В 1876 году он вступил в армию, стал офицером, и как раз получил под командование свежесформированный батальон ополчения, когда началась русско-турецкая война. По окончании войны он стал таможенником, затем торговал лесом.
В 1878 году Али Рыза-эфенди женился на Зюбейде-ханым, у них родилось пятеро детей.
Али Рыза-эфенди умер в возрасте 49 лет. По мнению его вдовы, его подкосили коммерческие неудачи, он потерял волю к жизни и его организм перестал сопротивляться болезням.

### Замечание

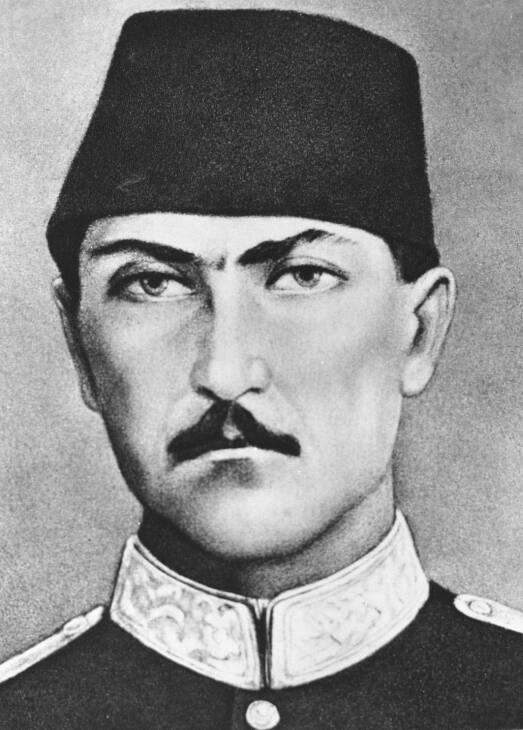
Портрет османского офицера

Существует фотография османского офицера, которую часто публикуют, утверждая, что это, якобы, портрет Али Рызы-эфенди. Однако, когда в своё время эту фотографию показали самому Ататюрку, то он заявил: «Это — не мой отец».